# Cuauhtémoc y Palmira
Cuauhtémoc y Palmira es una localidad del municipio de Huimanguillo ubicado en la subregión de la Chontalpa del estado mexicano de Tabasco.

## Geografía
La localidad de Cuauhtémoc y Palmira se sitúa en las coordenadas geográficas 17°53′24″N 93°37′34″O / 17.890000, -93.626111, a una elevación de 20 metros sobre el nivel del mar.

## Demografía
Según el Conteo de Población y Vivienda 2020, efectuado por el Instituto Nacional de Estadística y Geografía, la localidad de Cuauhtémoc y Palmira tiene 100 habitantes, de los cuales 46 son del sexo masculino y 54 del sexo femenino. Su tasa de fecundidad es de 2.75 hijos por mujer y tiene 26 viviendas particulares habitadas.
| Gráfica de evolución demográfica de Cuauhtémoc y Palmira entre 2000 y 2020 |
|                                                                            |
| INEGI.                                                                     |